# Karate-Weltmeisterschaften 1992
Die elften Karate-Weltmeisterschaften fanden 1992 im Palacio Municipal de Deportes in Granada, Spanien statt.

## Medaillen

### Männer
| Disziplin          | Gold             | Silber              | Bronze               |
| ------------------ | ---------------- | ------------------- | -------------------- |
| Kata Herren        | Luis María Sanz  | Ryoki Abe           | Laurent Riccio       |
| Kata Team          | Japan            | Spanien             | Frankreich           |
| Kumite bis 60 kg   | Veysel Buğur     | David Luque         | Norimassa Fujita     |
| Kumite bis 60 kg   | Veysel Buğur     | David Luque         | Damien Dovy          |
| Kumite bis 65 kg   | Jesús Juan Rubio | Bahattin Kandaz     | Janne Timonen        |
| Kumite bis 65 kg   | Jesús Juan Rubio | Bahattin Kandaz     | Murat Uysal          |
| Kumite bis 70 kg   | William Thomas   | Junichi Watanabe    | Ronny Rivano         |
| Kumite bis 70 kg   | William Thomas   | Junichi Watanabe    | Massimiliano Oggianu |
| Kumite bis 75 kg   | Wayne Otto       | Jörn-Ave Hansen     | Berthold Bürkle      |
| Kumite bis 75 kg   | Wayne Otto       | Jörn-Ave Hansen     | Tomas Herrero        |
| Kumite bis 80 kg   | José Manuel Egea | Miroslav Gachulinec | Dudley Josepa        |
| Kumite bis 80 kg   | José Manuel Egea | Miroslav Gachulinec | Christophe Pinna     |
| Kumite über 80 kg  | Brian Peakall    | Serge Tomao         | Juan Hernández       |
| Kumite über 80 kg  | Brian Peakall    | Serge Tomao         | Hans Roovers         |
| Kumite offen ippon | Akira Hayashi    | nicht vergeben      | Toni Dietl           |
| Kumite offen ippon | Akira Hayashi    | nicht vergeben      | nicht vergeben       |
| Team               | Spanien          | Schweden            | Japan                |
| Team               | Spanien          | Schweden            | Frankreich           |

### Damen
| Event             | Gold                   | Silber             | Bronze             |
| ----------------- | ---------------------- | ------------------ | ------------------ |
| Kata Damen        | Yuki Mimura            | Melanie Genung     | Maite San Narcisco |
| Kata Team         | Japan                  | Vereinigte Staaten | Spanien            |
| Kumite bis 53 kg  | Charlene Machin        | Jillian Toney      | Özgür Yaman        |
| Kumite bis 53 kg  | Charlene Machin        | Jillian Toney      | Marise Mazurier    |
| Kumite bis 60 kg  | Molly Samuel           | Chiara Stella Bux  | Tanja Petrović     |
| Kumite bis 60 kg  | Molly Samuel           | Chiara Stella Bux  | Carmen García      |
| Kumite über 60 kg | Catherine Belrhiti     | Nurhan Fırat       | Silvia Wiegärtner  |
| Kumite über 60 kg | Catherine Belrhiti     | Nurhan Fırat       | Yukiko Yomeda      |
| Team              | Vereinigtes Königreich | Niederlande        | Italien            |
| Team              | Vereinigtes Königreich | Niederlande        | Frankreich         |

## Medaillenspiegel
| Rang  | Land                   | Gold | Silber | Bronze | Gesamt |
| ----- | ---------------------- | ---- | ------ | ------ | ------ |
| 1     | Spanien                | 4    | 2      | 5      | 11     |
| 2     | Japan                  | 4    | 2      | 3      | 9      |
| 3     | Vereinigtes Königreich | 4    | 1      | 0      | 5      |
| 4     | Australien             | 2    | 0      | 0      | 2      |
| 5     | Türkei                 | 1    | 2      | 1      | 4      |
| 6     | Frankreich             | 1    | 1      | 7      | 9      |
| 7     | Vereinigte Staaten     | 0    | 2      | 0      | 2      |
| 8     | Italien                | 0    | 1      | 2      | 3      |
| 8     | Niederlande            | 0    | 1      | 2      | 3      |
| 10    | Tschechoslowakei       | 0    | 1      | 0      | 1      |
| 10    | Norwegen               | 0    | 1      | 0      | 1      |
| 10    | Schweden               | 0    | 1      | 0      | 1      |
| 13    | Deutschland            | 0    | 0      | 4      | 4      |
| 14    | Finnland               | 0    | 0      | 1      | 1      |
| 14    | Curaçao                | 0    | 0      | 1      | 1      |
| 14    | BR Jugoslawien         | 0    | 0      | 1      | 1      |
| Total | Total                  | 16   | 15     | 27     | 58     |